# Zatoka łzowa
Zatoka łzowa (łac. sinus lacrimalis)  – zatoka kości łzowej.
Zatoka ta umiejscawia się w obrębie oczodołu, w jego części przednio-przyśrodkowej.
Nie obserwuje się jej często. Występuje bowiem tylko u parzystokopytnych (przeżuwacze, świnia domowa). W przypadku bydła zatoka ta nie występuje zresztą samodzielnie, ale razem z zatoką szczękową. U owcy, kozy czy też u trzody chlewnej może co prawda występować jako samodzielna zatoka, ale też może niejako uzupełniać zatokę czołową od przodu i boku.
U człowieka kość łzowa to niewielka kość zbudowana tylko z istoty zbitej, nietworząca zatok.